# Lijst van talen in het Eurovisiesongfestival
De lijst van talen in het Eurovisiesongfestival geeft een overzicht van talen in het Eurovisiesongfestival sinds het begin in 1956, inclusief de nummers (zoals) uitgevoerd in finales en (sinds 2004) de halve finales. De regels met betrekking tot de taal van de inzendingen zijn meerdere malen veranderd door de jaren heen.
Van 1956 tot 1965 was er geen enkele regel beperking van de talen waarin de liederen kunnen worden gezongen. Echter, in 1966 werd de regel opgelegd waarin staat dat de nummers moet worden uitgevoerd in een van de officiële talen van het land dat deelneemt. Dit was nadat het lied van Ingvar Wixell was gezongen in het Engels voor Zweden het jaar ervoor.
De taalbeperking werd voortgezet tot 1973, toen het werd opgeheven en artiesten weer mochten zingen in een taal die ze wilden. Een aantal winnaars in het midden van de jaren 1970 maakten gebruik van de nieuw gevonden regel, met artiesten uit niet-native-Engels-sprekende landen die in het Engels zongen, met inbegrip van ABBA in 1974 en Teach-In in 1975. In 1977 besloten de organisatoren van de European Broadcasting Union (EBU) om terug te keren naar de nationale taalbeperking. Er werd echter dat jaar dispensatie gegeven aan Duitsland en België omdat de selectieprocedures toen al te ver gevorderd waren om nog te kunnen veranderen.
In 1999 werd de regel weer veranderd zodat men zelf mocht kiezen in welke taal ze zongen. Dit leidde tot de Belgische inzending in 2003, "Sanomi" gezongen in een geheel fictieve taal. In 2006 werd de Nederlandse inzending "Amambanda" gedeeltelijk in het Engels en deels in een fictieve taal werd gezongen en in 2008 was er weer een Belgische inzending "O Julissi" in een verzonnen taal.
Sinds de herintroductie van deze taalregel hebben verschillende landen ervoor gekozen om hun liedjes te zingen in een mix van talen, vaak met inbegrip van het Engels en de nationale taal van dat land. Voor die tijd had een aantal nummers (zoals Kroatië "Don't Ever Cry" in 1993, Oostenrijk "One Step" en Bosnië en Herzegovina "Goodbye" in 1997) al een titel en een regel van het lied in een vreemde taal (meestal Engels).
Het land dat de meeste talen in één lied heeft verwerkt is "It's just a game" dat werd gezongen door de groep Bendik Singers, die Noorwegen vertegenwoordigde in 1973. Het lied werd uitgevoerd in Engels en Frans, met enkele teksten in het Spaans, Italiaans, Nederlands, Duits, Iers, Servo-Kroatisch, Hebreeuws, Fins, Zweeds en Noors.
Anno 2019 heeft nog één land geen enkel lied in hun eigen taal gezongen: Azerbeidzjan heeft sinds 2008 nog nooit in het Azerbeidzjaans gezongen.

## Eerste optredens van een taal
| Nummer | Taal              | Eerst verschijning | Land                 | Eerste artiest                     | Eerste lied                                                          |
| ------ | ----------------- | ------------------ | -------------------- | ---------------------------------- | -------------------------------------------------------------------- |
| 1      | Nederlands        | 1956               | Nederland            | Jetty Paerl                        | "De vogels van Holland"                                              |
| 2      | Duits             | 1956               | Zwitserland          | Lys Assia                          | "Das alte Karussell"                                                 |
| 3      | Frans             | 1956               | België               | Fud Leclerc                        | "Messieurs les noyés de la Seine"                                    |
| 4      | Italiaans         | 1956               | Italië               | Franca Raimondi                    | "Aprite le finestre"                                                 |
| 5      | Engels            | 1957               | Verenigd Koninkrijk  | Patricia Bredin                    | "All"                                                                |
| 6      | Deens             | 1957               | Denemarken           | Birthe Wilke & Gustav Winckler     | "Skibet skal sejle i nat"                                            |
| 7      | Zweeds            | 1958               | Zweden               | Alice Babs                         | "Lilla stjärna"                                                      |
| 8      | Luxemburgs        | 1960               | Luxemburg            | Camillo Felgen                     | "So laang we's du do bast"                                           |
| 9      | Noors             | 1960               | Noorwegen            | Nora Brockstedt                    | "Voi Voi"                                                            |
| 10     | Servisch          | 1961               | Joegoslavië          | Ljiljana Petrović                  | "Neke davne zvezde" (Неке давне звезде)                              |
| 11     | Spaans            | 1961               | Spanje               | Conchita Bautista                  | "Estando contigo"                                                    |
| 12     | Fins              | 1961               | Finland              | Laila Kinnunen                     | "Valoa ikkunassa"                                                    |
| 13     | Kroatisch         | 1963               | Joegoslavië          | Vice Vukov                         | "Brodovi"                                                            |
| 14     | Portugees         | 1964               | Portugal             | António Calvário                   | "Oração"                                                             |
| 15     | Bosnisch          | 1964               | Joegoslavië          | Sabahudin Kurt                     | "Život je sklopio krug"                                              |
| 16     | Sloveens          | 1966               | Joegoslavië          | Berta Ambrož                       | "Brez besed"                                                         |
| 17     | Weens             | 1971               | Oostenrijk           | Marianne Mendt                     | "Musik"                                                              |
| 18     | Maltees           | 1971               | Malta                | Joe Grech                          | "Marija l-Maltija"                                                   |
| 19     | Iers              | 1972               | Ierland              | Sandie Jones                       | "Ceol an Ghrá"                                                       |
| 20     | Hebreeuws         | 1973               | Israël               | Ilanit                             | "Ey Sham" (אי שם)                                                    |
| 21     | Grieks            | 1974               | Griekenland          | Marinella                          | "Krasi, Thalassa Kai T' Agori Mou" (Κρασί, θάλασσα και τ' αγόρι μου) |
| 22     | Turks             | 1975               | Turkije              | Semiha Yankı                       | "Seninle Bir Dakika"                                                 |
| 23     | Arabisch          | 1980               | Marokko              | Samira Bensaid                     | "Bitaqat Khub" (بطاقة حب)                                            |
| 24     | IJslands          | 1986               | IJsland              | ICY                                | "Gleðibankinn"                                                       |
| 25     | Reto-Romaans      | 1989               | Zwitserland          | Furbaz                             | "Viver senza tei"                                                    |
| 26     | Napolitaans       | 1991               | Italië               | Peppino di Capri                   | "Comme è ddoce 'o mare"                                              |
| 27     | Haïtiaans-Creools | 1992               | Frankrijk            | Kali                               | "Monté la riviè"                                                     |
| 28     | Corsicaans        | 1993               | Frankrijk            | Patrick Fiori                      | "Mama Corsica"                                                       |
| 29     | Estisch           | 1994               | Estland              | Silvi Vrait                        | "Nagu merelaine"                                                     |
| 30     | Roemeens          | 1994               | Roemenië             | Dan Bittman                        | "Dincolo de nori"                                                    |
| 31     | Slowaaks          | 1994               | Slowakije            | Tublatanka                         | "Nekonečná pieseň"                                                   |
| 32     | Litouws           | 1994               | Litouwen             | Ovidijus Vyšniauskas               | "Lopšinė mylimai"                                                    |
| 33     | Hongaars          | 1994               | Hongarije            | Friderika Bayer                    | "Kinek mondjam el vétkeimet?"                                        |
| 34     | Russisch          | 1994               | Rusland              | Youddiph                           | "Vyechniy stranik" (Вечный странник)                                 |
| 35     | Pools             | 1994               | Polen                | Edyta Górniak                      | "To nie ja"                                                          |
| 36     | Hoogalemannisch   | 1996               | Oostenrijk           | Georg Nussbaumer                   | "Weil's dr guat got"                                                 |
| 37     | Bretons           | 1996               | Frankrijk            | Dan Ar Braz                        | "Diwanit Bugale"                                                     |
| 38     | Macedonisch       | 1998               | Noord-Macedonië      | Vlado Janevski                     | "Ne zori, zoro" (Не зори, зоро)                                      |
| 39     | Samogitisch       | 1999               | Litouwen             | Aistė                              | "Strazdas"                                                           |
| 40     | Zuid-Beiers       | 2003               | Oostenrijk           | Alf Poier                          | "Weil der Mensch zählt"                                              |
| 41     | Verzonnen         | 2003               | België               | Urban Trad                         | "Sanomi"                                                             |
| 42     | Lets              | 2004               | Letland              | Fomins & Kleins                    | "Dziesma par laimi"                                                  |
| 43     | Catalaans         | 2004               | Andorra              | Marta Roure                        | "Jugarem a estimar-nos"                                              |
| 44     | Oekraïens         | 2004               | Oekraïne             | Ruslana                            | "Wild Dances"                                                        |
| 45     | Võro              | 2004               | Estland              | Neiokõsõ                           | "Tii"                                                                |
| 46     | Montenegrijns     | 2005               | Servië en Montenegro | No Name                            | "Zauvijek moja"                                                      |
| 47     | Albanees          | 2006               | Albanië              | Luiz Ejlli                         | "Zjarr e ftohtë"                                                     |
| 48     | Tahitiaans        | 2006               | Monaco               | Séverine Ferrer                    | "La Coco-Dance"                                                      |
| 49     | Bulgaars          | 2007               | Bulgarije            | Elitsa Todorova & Stojan Jankoelov | "Water"                                                              |
| 50     | Tsjechisch        | 2007               | Tsjechië             | Kabát                              | "Malá dáma"                                                          |
| 51     | Armeens           | 2007               | Armenië              | Hayko                              | "Anytime You Need"                                                   |
| 52     | Romani            | 2009               | Tsjechië             | Gipsy.cz                           | "Aven Romale"                                                        |
| 53     | Swahili           | 2011               | Noorwegen            | Stella Mwangi                      | "Haba Haba"                                                          |
| 54     | Midden-Beiers     | 2012               | Oostenrijk           | Trackshittaz                       | "Woki mit deim Popo"                                                 |
| 55     | Oedmoerts         | 2012               | Rusland              | Boeranovskije Baboesjki            | "Party for Everybody"                                                |
| 56     | Georgisch         | 2012               | Georgië              | Anri Dzjochadze                    | "I'm a Joker"                                                        |
| 57     | Krim-Tataars      | 2016               | Oekraïne             | Jamala                             | "1944"                                                               |
| 58     | Wit-Russisch      | 2017               | Wit-Rusland          | NaviBand                           | "Story Of My Life"                                                   |

## "Eurovisiesongfestival" in de nationale taal
| Taal                  | Landen waar de taal officieel is                                             | Naam in het land                       |
| --------------------- | ---------------------------------------------------------------------------- | -------------------------------------- |
| Albanees              | Albanië                                                                      | Festivali Evropian i Këngës            |
| Arabisch              | Israël, Marokko, Libanon, Tunesië                                            | مسابقة يوروفيجن للأغاني                |
| Armeens               | Armenië                                                                      | Եվրատեսիլ երգի մրցույթ                 |
| Azerbeidzjaans        | Azerbeidzjan                                                                 | Avroviziya Mahnı Müsabiqəsi            |
| Wit-Russisch          | Wit-Rusland                                                                  | Конкурс песні Еўрабачанне              |
| Bosnisch              | Bosnië en Herzegovina                                                        | Pjesma Evrovizije                      |
| Bulgaars              | Bulgarije                                                                    | Песенен конкурс Евровизия              |
| Catalaans             | Andorra                                                                      | Festival de la Cançó d'Eurovisió       |
| Kroatisch             | Bosnië en Herzegovina, Kroatië                                               | Pjesma Eurovizije                      |
| Tsjechisch            | Tsjechië                                                                     | elká cena Eurovize                     |
| Deens                 | Denemarken                                                                   | Eurovision Song Contest                |
| Nederlands            | België, Nederland                                                            | Eurovisiesongfestival                  |
| Engels                | Ierland, Malta, Verenigd Koninkrijk                                          | Eurovision Song Contest                |
| Estisch               | Estland                                                                      | Eurovisiooni lauluvõistlus             |
| Fins                  | Finland                                                                      | Eurovision laulukilpailu               |
| Frans                 | België, Frankrijk, Libanon, Luxemburg, Marokko, Monaco, Tunesië, Zwitserland | Concours Eurovision de la Chanson      |
| Georgisch             | Georgië                                                                      | ევროვიზიის სიმღერის კონკურსი           |
| Duits                 | Oostenrijk, België, Duitsland, Luxemburg, Zwitserland                        | Eurovision Song Contest                |
| Grieks                | Cyprus, Griekenland                                                          | Διαγωνισμός Τραγουδιού Eurovision      |
| Hebreeuws             | Israël                                                                       | אירוויזיון                             |
| Hongaars              | Hongarije                                                                    | Eurovíziós Dalfesztivál                |
| IJslands              | IJsland                                                                      | Söngvakeppni evrópskra sjónvarpsstöðva |
| Iers                  | Ierland                                                                      | Comórtas Amhránaíochta na hEoraifíse   |
| Italiaans             | Italië, San Marino, Zwitserland                                              | Concorso Eurovisione della Canzone     |
| Lets                  | Letland                                                                      | Eirovīzijas dziesmu konkurss           |
| Litouws               | Litouwen                                                                     | Eurovizijos dainų konkursas            |
| Luxemburgs            | Luxemburg                                                                    | Eurovision Song Contest                |
| Macedonisch           | Noord-Macedonië                                                              | Евровизија                             |
| Maltees               | Malta                                                                        | Festival tal-Eurovision                |
| Montenegrijns         | Montenegro                                                                   | Evrovizija                             |
| Noors                 | Noorwegen                                                                    | Eurovisjonens musikkonkurranse         |
| Pools                 | Polen                                                                        | Konkurs Piosenki Eurowizji             |
| Portugees             | Portugal                                                                     | Festival Eurovisão da Canção           |
| Roemeens (Moldavisch) | Moldavië, Roemenië                                                           | Concursul Muzical Eurovision           |
| Romaans               | Zwitserland                                                                  | Eurovision Song Contest                |
| Russisch              | Wit-Rusland, Rusland                                                         | Конкурс песни Евровидение              |
| Servisch              | Bosnië en Herzegovina, Servië                                                | Песма Евровизије                       |
| Slowaaks              | Slowakije                                                                    | Veľká cena Eurovízie                   |
| Sloveens              | Slovenië                                                                     | Pesem Evrovizije                       |
| Spaans                | Spanje                                                                       | Festival de la Canción de Eurovisión   |
| Zweeds                | Finland, Zweden                                                              | Eurovisionen Melodifestivalen          |
| Turks                 | Cyprus, Turkije                                                              | Eurovision Şarkı Yarışması             |
| Oekraïens             | Oekraïne                                                                     | Пісенний конкурс Євробачення           |